# Isertia longifolia
Isertia longifolia är en måreväxtart som först beskrevs av Johann Centurius von Hoffmannsegg och Schult., och fick sitt nu gällande namn av Karl Moritz Schumann. Isertia longifolia ingår i släktet Isertia och familjen måreväxter. Inga underarter finns listade i Catalogue of Life.